# أندرو براون (لاعب كرة قدم)
أندرو براون (بالإنجليزية: Andrew Brown)‏ هو مدرب كرة قدم ولاعب كرة قدم بريطاني (وحمل سابقاً جنسية المملكة المتحدة لبريطانيا العظمى وأيرلندا) في مركز قلب الدفاع، ولد في 1865 في المملكة المتحدة. شارك مع منتخب اسكتلندا لكرة القدم. أما مع النوادي، فقد لعب مع نادي دمبرتون ونادي سانت ميرين.

## وصلات خارجية
- أندرو براون على موقع الاتحاد الإسكتلندي (الإنجليزية)